# Wehrkreis VII (München)

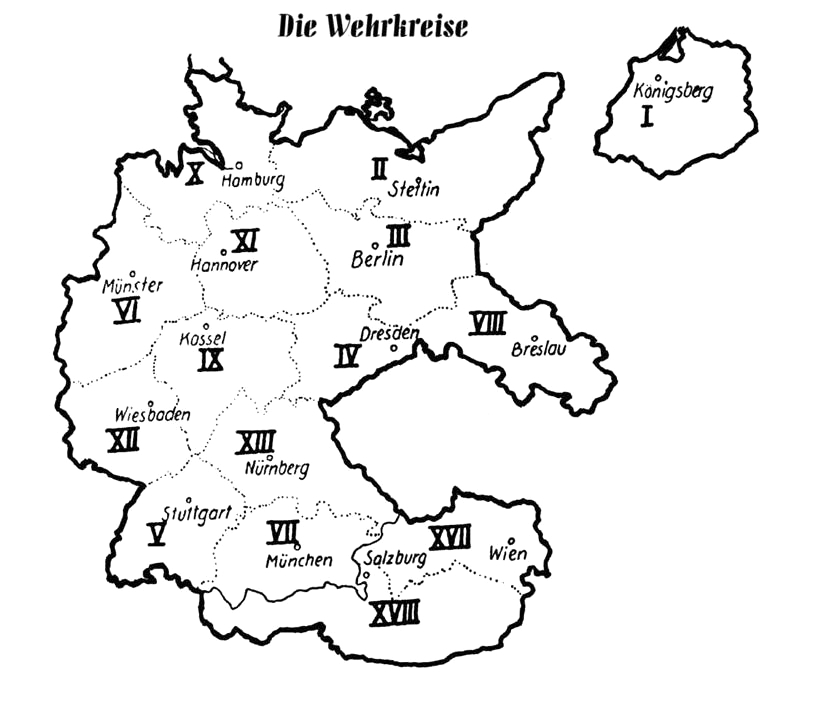
Die Wehrkreise des Deutschen Reiches nach dem „Anschluss“ Österreichs

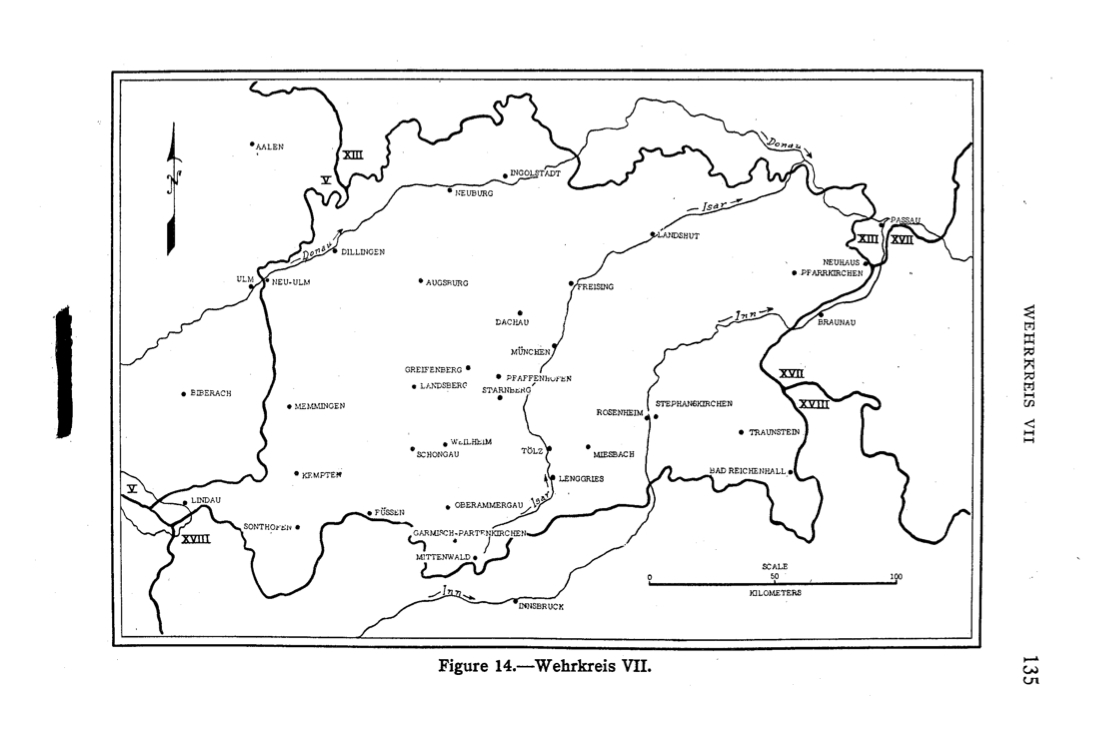
Karte des Wehrkreises VII

Der Wehrkreis VII (München) war eine militärische Verwaltungseinheit während der Zeit der Weimarer Republik und später des nationalsozialistischen Deutschen Reiches und bestand von 1920 bis 1945. Er umfasste anfangs das gesamte rechtsrheinische Bayern. Nach der Abtrennung des Wehrkreises XIII (Nürnberg) im Jahre 1937 oblag ihm noch die militärische Sicherung des Gebiets der bayerischen Regierungsbezirke Oberbayern, Niederbayern (teilweise) und Schwaben sowie des mittelfränkischen Bezirks Eichstätt sowie die Ersatzgestellung und Ausbildung für im Wehrkreisgebiet liegende Teile der Wehrmacht. Der Wehrkreis umfasste nur einen Wehrersatzbezirk (München). Das Hauptquartier befand sich in München.

## Befehlshaber
Die Befehlshaber des Wehrkreises VII waren:
- Arnold von Möhl Aufstellung – 1. Januar 1923
- Otto von Lossow 1. Januar 1923 bis 20. März 1924
- Friedrich Kreß von Kressenstein 20. März 1924 bis 31. Dezember 1927
- Adolf von Ruith 1. Januar 1928 bis 31. Januar 1930
- Wilhelm Ritter von Leeb 1. Februar 1930 bis 1. Oktober 1933
- Wilhelm Adam 1. Oktober 1933 bis 1. Oktober 1935
- Walter von Reichenau 1. Oktober 1935 bis 4. Februar 1938
- Eugen Ritter von Schobert 4. Februar 1938 bis 26. August 1939
- Edmund Wachenfeld 26. August 1939 bis 1. März 1943
- Karl Kriebel 1. März 1943 bis 12. April 1945
- Heinrich Greiner 12. April bis Mai 1945